# 18 (getal)
Achttien is één meer dan zeventien, in het decimale stelsel geschreven als 18, een maal tien plus acht. Achttien gaat vooraf aan 19.

## Wiskunde
Achttien is
- een getal uit de rij van Lucas.
- een zevenhoeksgetal.

## Natuurwetenschap
- Het atoomnummer van argon.

## Leeftijd
Belgen en Nederlanders worden bij wet volwassen bij het bereiken van de 18-jarige leeftijd.

## Tijdsaanduiding
- Achttien uur (18.00 uur) is zes uur in de avond.

## Nederlandse taal
Achttien is een hoofdtelwoord.

## Neofascisme
Met de cijfercombinatie "18" wordt in neofascistische kringen Adolf Hitler bedoeld. Hierbij staat de 1 voor de eerste letter van het alfabet, A. De 8 staat voor de achtste letter van het alfabet, de H.

## Televisie
Achttien is ook een Telefilm, in 2002 uitgezonden op de Nederlandse TV.

## Jaartal
Het jaar 18 B.C., het jaar A.D. 18, 1918 of 2018
nul ·
een ·
twee ·
drie ·
vier ·
vijf ·
zes ·
zeven ·
acht ·
negen ·
tien ·
elf ·
twaalf ·
dertien ·
veertien ·
vijftien ·
zestien ·
zeventien ·
achttien ·
negentien ·
twintig